# .test
.testは、ソフトウェアのテストで使用することを目的としたトップレベルドメイン(TLD)である。このドメインは RFC 2606 （1999年6月）でInternet Engineering Task Force(IETF)により予約されており、インターネットのDomain Name System(DNS)に登録されることを意図したものではない。.testおよびそのサブドメインはDNSに登録されることはないため、現在および将来のドメイン名との競合を気にせずにテスト目的で使用することができる。
この他に、ICANNはテスト目的に使用するトップレベル国際化ドメイン名を2007年10月にルートDNSに登録した。これらのテスト用ドメインは2013年10月31日に廃止された。トップレベルドメイン一覧#テスト用トップレベルドメインを参照。

## 予約済みのDNS名
1999年、IETFは.example、.invalid、.localhost、.testのDNSラベルを予約し、これらがDNSルートゾーンに登録されないようにした。また、2015年10月に .corp, .home, .mail も予約された。
これらのTLDを予約したのは、競合や混乱の可能性を減らすためである。これにより、文書での例示の目的で、またはローカルのテストシナリオでこれらの名前を使用することができる。Internet Assigned Numbers Authority(IANA)は、country-name.infoドメインを除き、ポリシー上の理由でIANAやICANNに登録されていると記載されているドメインの登録や譲渡を受け付けない。これらのドメインは、ICANN政府諮問委員会事務局による公開に利用できる。